# 사라진 히치하이커
사라진 히치하이커 (귀신 히치하이커, 유령 히치하이커 혹은 히치하이커) 라는 이야기는 도시괴담으로 운전자가 자동차로 여행 중 히치하이커와 동반을 하면서 이야기는 시작된다. 그러나 히치하이커는 운전 후 목적지에 다다르면 아무런 설명도 없이 사라진다. 사라진 히치하이커 이야기는 백여년간 전세계에 걸쳐 여러한 변형된 이야기가 있으며, 대중 문화 속에 도시전설의 인기와 확산을 보여주는 예이다.
이 이야기가 대중적으로 알려지게 된 계기는 1981년 얀 해럴드 브룬번드의 책인 사라진 히치하이커(The Vanishing Hitchhiker)로 이 책은 도시전설을 대중이 인식하도록 시작했다.

## 내용
전형적이며 현대적인 사라진 히치하이커의 내용의 주인공은 혼자 밤에 헤드라이트를 키며 운전을 하다 히치하이커가 서있는 것을 보게되어 자동차를 세우고 히치하이커를 태운다. 전체적으로 조용한 상황에서 여행을 계속하는 가운데, 대개 목적지에 다다르면 히치하이커는 차가 움직이는 도중 사라진다.

## 변형
이는 다른 버전을 동반하는 경우가 많다. 일반적으로 위의 내용을 공통적으로 가지고, 뒤에 덧붙여진 내용이 소름끼치게 만드는데, 첫번째로는 히치하이커가 떠나고나서 자동차 내에 물품이 사라지던가, (기상 상황이 폭풍우나 악천후를 동반한 상황으로 가정하고)히치하이커가 물건(코트 등 주로 겉옷)을 빌린다. 그리고 히치하이커는 추후에 물건을 되받을 수 있는 자신의 주소를 남기고 사라지게 되는데, 그 주소로 가면 공동묘지가 덩그러니 있고, 묘비 위에 자신의 물건이 걸려있는 경우다.
또 다른 경우에는 그 주소로 찾아갈 시 어느 한 주택을 찾아가게 되는데 공교롭게도 그 주택에 거주하는 사람은 히치하이커가 자신의 행방불명된 가족이나 죽은 가족이라 설명한다. (죽은 가족일시는 히치하이커를 태운 날이 그 히치하이커가 죽은 기일일 때도 있다.)
한국과 일본에도 유사한 변형이 있다. 한국의 경우 여성이고, 실종이 아닌 확실하게 죽은 딸로서 그 날은 다름 아닌 기일이며, 일본의 경우 또한 여성이고,  비 오는 날에 태웠는데 어디론가 사라진 자리에는 젖은 물자국만 남아있는 것으로 나온다. 또한 히치하이킹이 일반적이지 않은 한국과 일본의 특성상 차가 택시로 변형된 버전도 존재한다.

### 하와이에서의 펠레
하와이에도 유사한 변형들이 있는데, 거기서 사라진 히치하이커의 정체는 화산의 여신 펠레다. 어린 소녀나 상류층 숙녀, 늙은 노파의 모습으로 나타나며, 볼때마다 점점 늙어가는 소녀로 나타날 때도 있다. 운전자가 바위나 쓰러진 나무 등 장애물과 부딪힐 뻔할 때 소리를 질러서 경고를 해준다. 덕분에 살아난 운전자가 뒤를 돌아다보면 어느새 사라져서 없다고 한다.

## 같이 보기
- 자유로귀신
- 벨첸 터널 (스위스의 유사 괴담, 백인 여성이 등장한다.)
- 히치하이커
- 뒷좌석의 살인마
- 도시전설

## 참조
1. ↑  Schmetzke, Angelika. (1988). The Evidence for Phantom Hitch-Hikers by Michael Goss. Folklore, Vol. 99, No. 2. p. 265

## 서적
- Bielski, Ursula,  (1997) "Road Tripping" from Chicago Haunts: Ghostlore of the Windy City (Chicago: Lake Claremont Press, 1997).
- Brunvand, Jan Harold, (1981), The Vanishing Hitchhiker (ISBN 0-393-95169-3)
- Goss, Michael, (1984), The Evidence for Phantom Hitch-hikers (ISBN 0-85030-376-1)